# Cambridge Audio
Cambridge Audio — британський виробник високоякісної[ненейтрально] аудіотехніки.
2003 року було створено нову лінійку компонентів під назвою «Azur». Інтегральний підсилювач Cambridge Audio Azur 640A та програвач компакт-дисків Cambridge Audio Azur 640C отримали чисельні позитивні відгуки[джерело?]. Наприкінці 2005 року відбулась ревізія цих моделей, що отримали додатковий індекс «V2.0».
| Організація | Це незавершена стаття про організацію. Ви можете допомогти проєкту, виправивши або дописавши її. |